# Pteleon californicus
Pteleon californicus es una especie de insecto coleóptero de la familia Chrysomelidae.
Fue descrita científicamente en 1953 por Wilcox.